# P-Boot
Das P-Boot oder auch 15er-Jollenkreuzer ist ein als Jollenkreuzer für flache Gewässer konzipiertes Boot. Die Konstruktionsklasse ist auf eine Länge über alles (L. ü. a.) von höchstens 6.500 mm und eine maximale Breite von 2.500 mm festgelegt. Das Boot ist weit verbreitet; der DSV registrierte in seinem Yachtregister über 1960 vermessene Boote. Nach wie vor erfreut sich das Boot großer Beliebtheit sowohl bei Touren- als auch bei Regattaseglern.
Jährlich finden 24 Ranglistenregatten statt. 

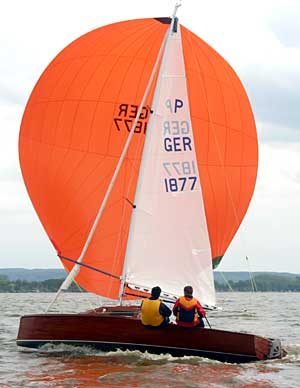
Regatta-P-Boot unter Spinnaker

Der Name „15er-Jollenkreuzer“ ergibt sich nicht aus der kompletten Segelfläche am Wind, die deutlich darüber liegen kann, sondern wird durch den sogenannten Schattenriss des Mastes bestimmt. Das heißt, dass die Großsegelfläche und der Teil des Vorsegels, der im sichtbaren Segeldreieck liegt, vermessen wird. Aus diesem Grund fließt auch die Überlappung der Genua (bis zu 16 m²) nicht in die Berechnung ein. Als Folge ergibt sich eine Amwindsegelfläche von zirka 26 m².
Für den Fahrtensegler bietet sich das P-Boot als sportliches Wanderboot für Binnengewässer oder küstennahe Bereiche an, mit dem aufgrund der Konstruktion als Jollenkreuzer ohne festen Kiel und damit Tiefgang, auch mal direkt am Ufer angelegt werden kann. Aus diesem Grund gibt es auch eine hohe Anzahl von schon älteren Fahrten-P-Booten, die immer wieder aktiv Reisen unternehmen.
In der Regattaszene der Binnensegler ist das P-Boot als hochtechnisiertes „Renngerät“ bekannt. Der 2-köpfigen Besatzung wird viel abverlangt, denn der 15er trägt einiges an Segeln. Zur modernen Standardausstattung zählen drei Vorsegel von 16 bis 8 m² Segelfläche, die bei wechselnden Winden auch während einer Regatta getauscht werden. Das zirka 9 m² Großsegel wird an einem filigran verstagten Mast mit allen Trimmmöglichkeiten eines „flexiblen Riggs“ gefahren. Einen besonderen Reiz übt der 50 m² große Spinnaker auf die Regattasegler aus. Dieses fast schon überdimensionierte Segel haben einige dann auch noch in unterschiedlichen Ausführungen an Bord, um unterschiedlichen Windbedingungen gerecht zu werden.
Mit einer Verbreitung dieser Bootsklasse in Anrainerstaaten, wie beispielsweise Österreich, Ungarn, Schweiz, Niederlande, kommen auch in jedem Jahr Veranstaltungen im Ausland zur Austragung. Ein Europapokal in Österreich am Neusiedler See zählt zu einer Traditionsveranstaltung dieser Bootsklasse. Schwerpunkte in Deutschland sind der Dümmer, das Steinhuder Meer und die Seen in und um Berlin und Brandenburg (Dahme, Havel, Müggelsee, Berlin-Schmöckwitz, Rathenow, Scharmützelsee, Spree, Werder (Havel), Zeuthen).

## Bauformen / Fertigungsverfahren
Der 15er-Jollenkreuzer wird und wurde in verschiedensten Bauformen und Fertigungsverfahren hergestellt.
- Holz in konventioneller Bauweise, definiert im Baubesteck
- Holz in verleimten Bauweisen aus Sperrholz, Leisten, Furnieren
- Holz und GFK in gemischter Bauweise
- GFK oder GFK-Sandwichbauweise

In der DDR wurden P-Boote als Backdecker gebaut, die den Vermessungsvorschriften der Klassenvereinigung entsprechen und infolge der Bauart vergleichsweise geräumige Kajüten haben. Eine weitere Besonderheit sind die Jollenkreuzer vom Typs Greif 650 ursprünglich der gleichen Werft, ein GFK-Serienbau, das mit einem eigenen Segelzeichen (G+Nummer) gekennzeichnet wird.